# Gundelfingen, Breisgau-Hochschwarzwald
Gundelfingen im Breisgau là một đô thị nằm về phía bắc của thành phố Freiburg bang Baden-Württemberg miền nam nước Đức. Đô thị Gundelfingen, Breisgau có diện tích 14,28 km², dân số thời điểm 31 tháng 12 năm 2020 là 11.825 người.
Gundelfingen thuộc huyện Breisgau-Hochschwarzwald. Đô thị này gồm Gundelfingen và làng Wildtal.